# Hans Backe
Hans Backe (født 14. februar 1952) er en svensk tidligere fodboldspiller og nuværende fodboldtræner. Han træner i dag det finske landshold.
Han har tidligere været træner for F.C. København, SV Salzburg, AaB, de svenske klubber Östers IF, Djurgårdens IF, Hammarby IF og den græske storklub Panathinaikos. Efter sit ophold i Panathinaikos blev Backe ekspertkommentator på svensk TV4, inden han i juli 2007 blev assistenttræner for Sven-Göran Eriksson i Manchester City. Han har endvidere været assistent træner for Mexicos landshold og cheftræner i Notts County og Red Bull New York.
Backe var i 1999 med til at vinde Superligaen som AaB-træner og gentog bedriften med F.C. København i 2003 og 2004.
Hans Backe er kendt for sin store interesse for travsport.

## Klubber

### Spiller
- AIK
- Bro IK
- IF Brommapojkarna (32 kampe, 7 mål, 1977-1978)
- Spånga IS

### Træner
- Finlands fodboldlandshold (2016-)
- Red Bull New York (2010-2012)
- Notts County F.C. (2009)
- Mexicos fodboldlandshold (2008-2009) (assisterende)
- Manchester City (2007-2008) (assisterende)
- Panathinaikos (2006)
- FC København (2001-2005)
- SV Salzburg (2000-2001)
- AaB (1998-2000)
- Stabæk Fotball (1996-1997)
- AIK (1994-1995)
- Östers IF (1989-1993)
- Hammarby IF (1987-1988)
- Tyresö FF (1986)
- Molde FK (1985)
- Djurgårdens IF (1982-1984)
- Bro IK (1979-1981)